# 上海国际问题研究院
上海国际问题研究院，位于上海市徐汇区田林路195弄15号，是一所专门研究国际问题的研究机构，隶属上海市人民政府。

## 简介
1960年4月，根据中华人民共和国国务院总理周恩来指示，上海国际问题研究所（上海国际问题研究院的前身）成立，隶属上海社会科学院，业务由上海市人民政府外事办公室指导。文革爆发后，该所的研究工作全部中断。文革期间，研究人员先到五七干校锻炼，后到工厂参加劳动。直到1971年因美国总统尼克松即将访华，该所的研究工作才部分恢复。1978年，该所迁到上海市巨鹿路845弄1号办公，并且挂牌对外公开，不再隶属上海社会科学院。1980年代中后期起，该院通过研究报告向中央及有关部门建言献策，由此开始发挥智库作用。2008年7月，经中共上海市委和上海市人民政府批准，更名为上海国际问题研究院，院名为吴邦国题写。2009年，迁入位于田林路的新办公地址。

## 历任院长
- 金仲华（1960年-1968年自杀身亡）
- 李储文（1978年-1981年）
- 陈启懋（1981年-1991年）
- 陈佩尧（1991年-2000年）
- 俞新天（2000年10月-2007年）
- 杨洁勉（2007年-）[3]

## 研究領域
- 國際關係、外交事務
- 政府治理
- 經濟貿易
- 國防安全
- 全球治理、社會發展
- 能源與環境
- 兩岸關係與港澳研究
- 歷史文化

## 研究專題
- 一帶一路
- 南海爭議
- 網路安全
- G20, 二十國集團
- 中美關係
- 上合組織
- 金磚五國
- 中國亞洲基礎設施投資銀行
- 亞洲太平洋經濟合作會議

## 組織交流
日本外務省所轄的獨立行政法人國際交流基金曾到訪上海國際問題研究院進行交流。

## 外部連結
上海國際問題研究院 官方網站（页面存档备份，存于） （中文）